# Općina Dolenjske Toplice
Općina Dolenjske Toplice (slo.: Občina Dolenjske Toplice) je općina u južnoj Sloveniji u pokrajini Dolenjskoj i statističkoj regiji Jugoistočna Slovenija. Središte općine je naselje Dolenjske Toplice sa 740 stanovnika. 

## Zemljopis
Općina Dolenjske Toplice nalazi se u južnom dijelu Slovenije. Ona graniči s općinama: Kočevje, Novo Mesto, Semič, Straža i Žužemberk. Općina se nalazi na brdsko-planinskom području. Na sjeveru se pruža planina Suha Krajina, na zapadu planina Kočevski Rog, a na istoku Gorjanci. U središnjem dijelu nalazi se dolina rijeke Krke.
U nižim dijelovima općine vlada umjereno kontinentalna klima, a u višim vlada njena oštrija, planinska varijanta. Jedini značajan vodotok je rijeka Krka, u koju se uljevaju svi manji vodotoci.

## Naselja u općini
Bušinec, Cerovec, Dobindol, Dolenje Gradišče, Dolenje Polje, Dolenje Sušice, Dolenjske Toplice, Drenje, Gabrje pri Soteski, Gorenje Gradišče, Gorenje Polje, Gorenje Sušice, Kočevske Poljane, Loška vas, Mali Rigelj, Meniška vas, Nova Gora, Občice, Obrh, Podhosta, Podstenice, Podturn pri Dolenjskih Toplicah, Sela pri Dolenjskih Toplicah, Selišče, Soteska, Stare Žage, Suhor pri Dolenjskih Toplicah, Veliki Rigelj, Verdun pri Uršnih selih

## Vanjske poveznice
- Službena stranica općine